# Aeroport (Mosca)
Il quartiere Aeroport (in russo Район Аэропорт?) è un quartiere di Mosca sito nel Distretto Settentrionale.
È compreso tra il Leningradskij prospekt, le vie Novaja Bašilovka, Verchnjaja Maslovka, 8 Marta e Baltijskaja e un breve tratto della linea ferroviaria per Riga (la Rižskaja).
Scorporato dal quartiere Frunzeskij, è divenuto ufficialmente un quartiere a sé nel 1995.
Nel suo territorio sorge lo Stadio Dinamo.